# Судець Володимир Олександрович
Суде́ць Володи́мир Олекса́ндрович (10 (23) жовтня 1904 — 6 травня 1981) — радянський військовий діяч, Герой Радянського Союзу (1945). Народний герой Югославії (1964). Маршал авіації (з 1955). Кандидат у члени ЦК КПРС у 1961—1966 роках. Депутат Верховної ради РРФСР 5-го скликання. Депутат Верховної ради СРСР 6-го скликання.

## Життєпис
Народився в селищі  Нижньодніпровськ (нині у складі м. Дніпро) в сім'ї суднобудівника. В 1921 році закінчив механіко-технічну школу. Працював на заводі в Запоріжжі. У Червоній армії з 1925 року. Після навчання у військово-технічній школі Військово-повітряних сил (1927) служив авіамеханіком у будівельній частині Військово-повітряних сил Київського військового округу. У 1929 році закінчив школу льотчиків, у 1931 — курси вдосконалення командного складу при Качинській авіаційній школі льотчиків, у 1933 — курси вдосконалення командного складу при Військово-повітряній інженерній академії імені М. Жуковського. В 1933—37 роках служив у Монгольській Народній Республіці інструктором-радником командира авіаційної бригади, командиром авіаційної групи Військово-повітряних сил. Учасник радянсько-фінської війни 1939—1940 років.
Упродовж 1941—45 років — командир 4-го дальнього бомбардувального авіаційного корпусу, командувач Військово-повітряними силами 51-ї армії в Криму, Приволзького військового округу, командувач 1-ї бомбардувальної авіаційної армії та 17-ї повітряної армії. Керовані Судцем авіаційні частини брали участь у боях на Південному фронті, Північно-Західному фронті, Брянському фронті, Воронезькому фронті, Західному, Волховському, Ленінградському, Калінінському фронтах і Третьому Українському фронті.
Після Другої світової війни в 1946—1949 роках був начальником Головного штабу і заступником головнокомандувача Військово-повітряних сил СРСР.
У 1950 році закінчив Військову академію Генерального штабу.
Продовжував службу на посадах начальника Липецьких вищих офіцерських льотно-тактичних курсів (1950—1953), командувача 26-ї повітряної армії в Білоруському військовому окрузі (1953—1955), заступника головнокомандувача ВПС СРСР — командувача дальньої авіації (1955—1958), командувача дальньої авіації (1958—1962), головнокомандувача військ Протиповітряної оборони СРСР — заступника міністра оборони СРСР (1962—1966), військового інспектора в Групі генеральних інспекторів Міністерства оборони СРСР (із 1966).
Автор низки наукових праць із питань застосування авіації за нових умов озброєння.
Почесний громадянин міст Тирасполь (1964) та Запоріжжя (1970).
Нагороджений 4-ма орденами Леніна, 5-ма орденами Червоного Прапора, орденами Суворова 2-го й 1-го ступенів, Кутузова 1-го ступеня та інншими нагородами. Удостоєний звання Народного героя Югославії (1964) та Героя Монгольської Народної Республіки (1971).
Помер у м. Москва, похований на Новодівичому кладовищі.
Його ім'я носить Ставропольське вище військове авіаційне інженерне училище (РФ).